# South Bend (Indiana)
South Bend város az USA Indiana államában. A helység közvetlen közelében van a híres Notre Dame Egyetem. Lakosainak száma 103 453 fő (2020. április 1.).

## Népesség
| 2010 | 101 168 |
| 2020 | 103 453 |